# Volver a empezar
Volver a empezar è un film del 1982 diretto da José Luis Garci.
La pellicola vinse l'Oscar al miglior film straniero.

## Trama
1981. Antonio Miguel Albajara, professore di letteratura all'Università di Berkeley, è un famoso scrittore. Dopo aver ricevuto il Premio Nobel per la letteratura a Stoccolma, e per un motivo che nessun altro conosce, decide di tornare a Gijón, la sua terra natale, e trascorrere del tempo con Elena, l'amore della sua giovinezza.
Mentre lo scrittore soggiorna all'Hotel Asturias, riceve una telefonata dal re Juan Carlos I, che si congratula con lui per il premio. Dopo questa chiamata diversi media scoprono dove alloggia e vogliono intervistarlo; ma poiché vuole stare con Elena, chiede a Losada di fare tutto il possibile affinché non lo disturbino. Elena e Antonio viaggiano insieme in varie località delle Asturie, per assistere ad una partita del Real Sporting de Gijón, squadra per la quale lui aveva giocato come centrocampista .
Dopo aver trascorso questo tempo insieme, Albajara torna a Berkeley per continuare a insegnare all'università.
Il film si conclude con una dedica del regista: «Voglio rendere omaggio agli uomini e alle donne che iniziarono a vivere la loro giovinezza negli anni Trenta; e soprattutto, a chi è ancora qui, dandoci un esempio di speranza, amore, entusiasmo, coraggio e fede nella vita. A quella generazione interrotta, grazie».